# Onze-Lieve-Vrouw-Hemelvaartkerk (Kaprijke)

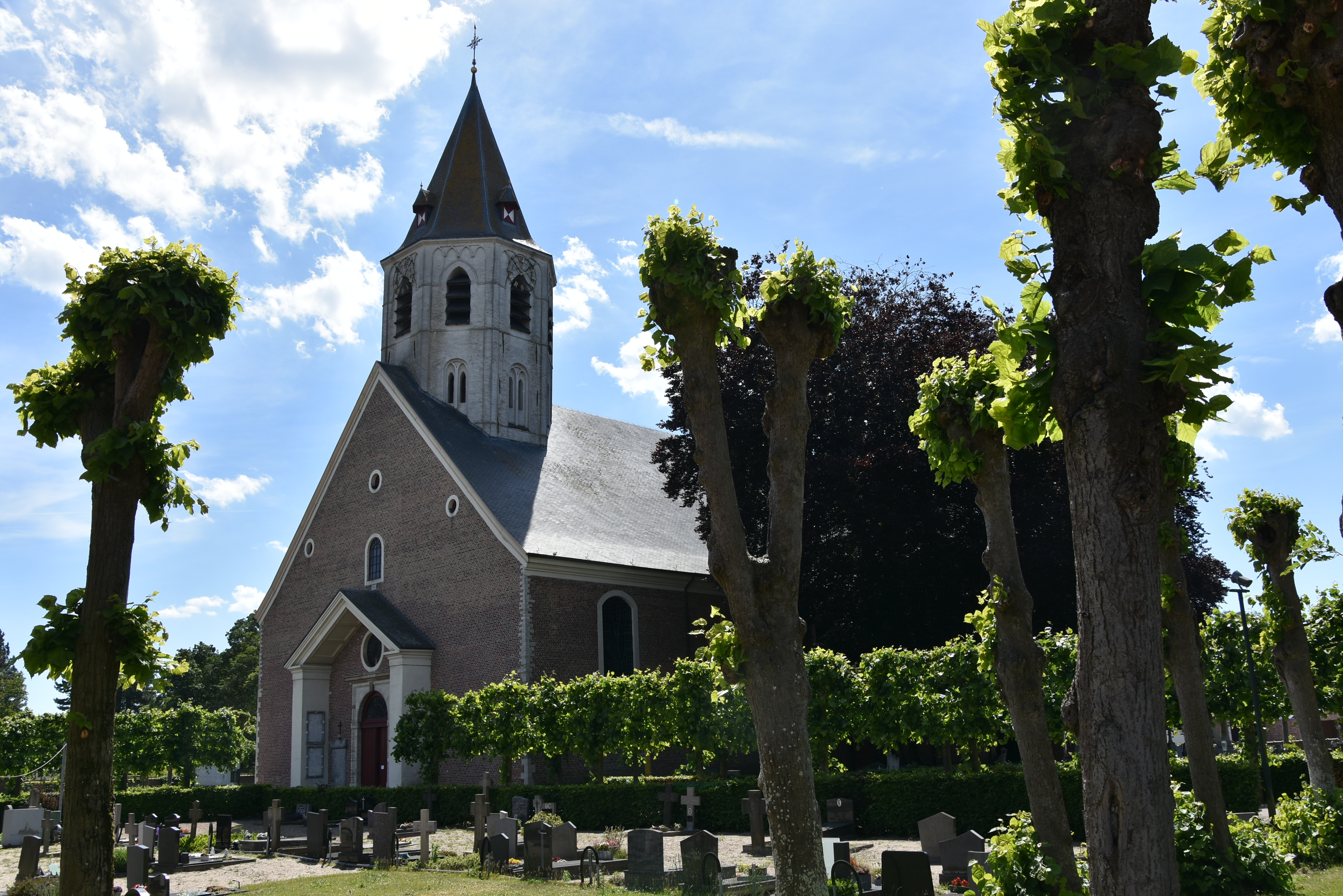
De Onze-Lieve-Vrouw-Hemelvaartkerk

De Onze-Lieve-Vrouw-Hemelvaartkerk is de parochiekerk van het Oost-Vlaamse dorp Kaprijke, gelegen aan de Voorstraat.

## Geschiedenis
De oudste vermelding van de kerk is van 1241, en de achtkantige toren (toen een vieringtoren) stamt uit die tijd. Omstreeks 1500 werd de toren met één geleding verhoogd. In 1525-1526 werd een nieuwe zuidelijke zijbeuk gebouwd en midden 17e eeuw werd de kerk tot een driebeukige hallenkerk uitgebreid. In 1755 brandde de kerk af en in 1787-1788 werd een nieuwe kerk gebouwd, grotendeels ten westen van de oude. De toren bleef echter gespaard en werd opgenomen in het nieuwe kerkgebouw, dat gebouwd werd in classicistische stijl naar ontwerp van Joachim Colin.

## Gebouw
Het betreft een driebeukige kerk met driezijdige koorafsluiting. De ingebouwde toren heeft twee geledingen op een vierkante plattegrond, waarboven drie achtkante geledingen, afgedekt met een achtkantige spits. De toren is van baksteen; deze werd wit geschilderd. Ook het interieur is gewit.

## Meubilair
De kerk bezit voornamelijk 19e-eeuwse schilderijen, en tevens een Christus en de allegorie van de kerk van 1711, dat uit de oudere kerk afkomstig is. Ook zijn er twaalf 18e-eeuwse kruiswegstaties. Het orgel is van 1724, werd vervaardigd door Louis Delhaye en de orgelkast van Claudius Chapuy is van hetzelfde jaar.

## Kerkhof
Het omringende kerkhof is vermoedelijk aangelegd kort na 1788 en bezit enkele mooie bomen. Kerk en kerkhof zijn geklasseerd als monument en maken deel uit van het beschermd dorpsgezicht.

## Galerij

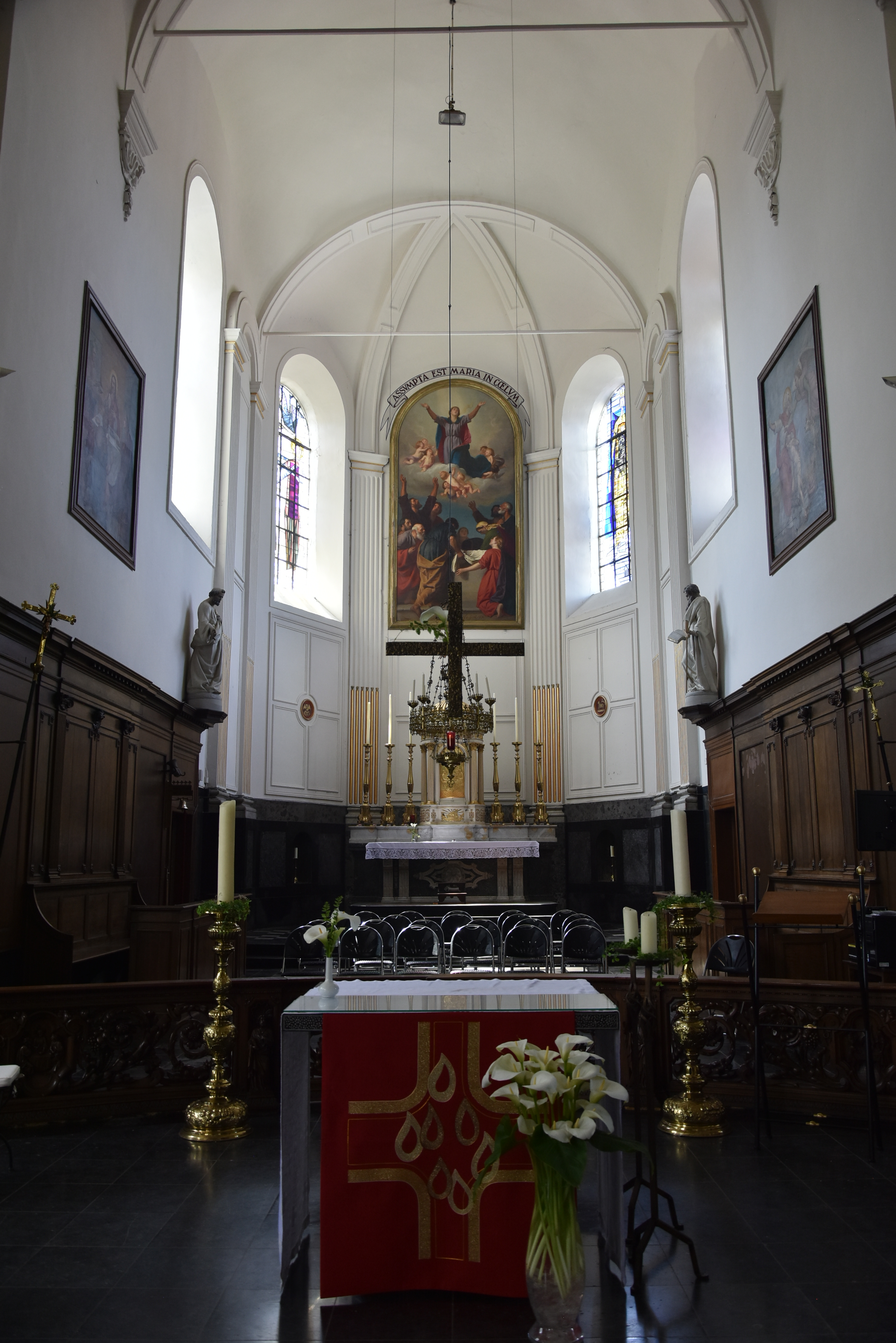
Het priesterkoor
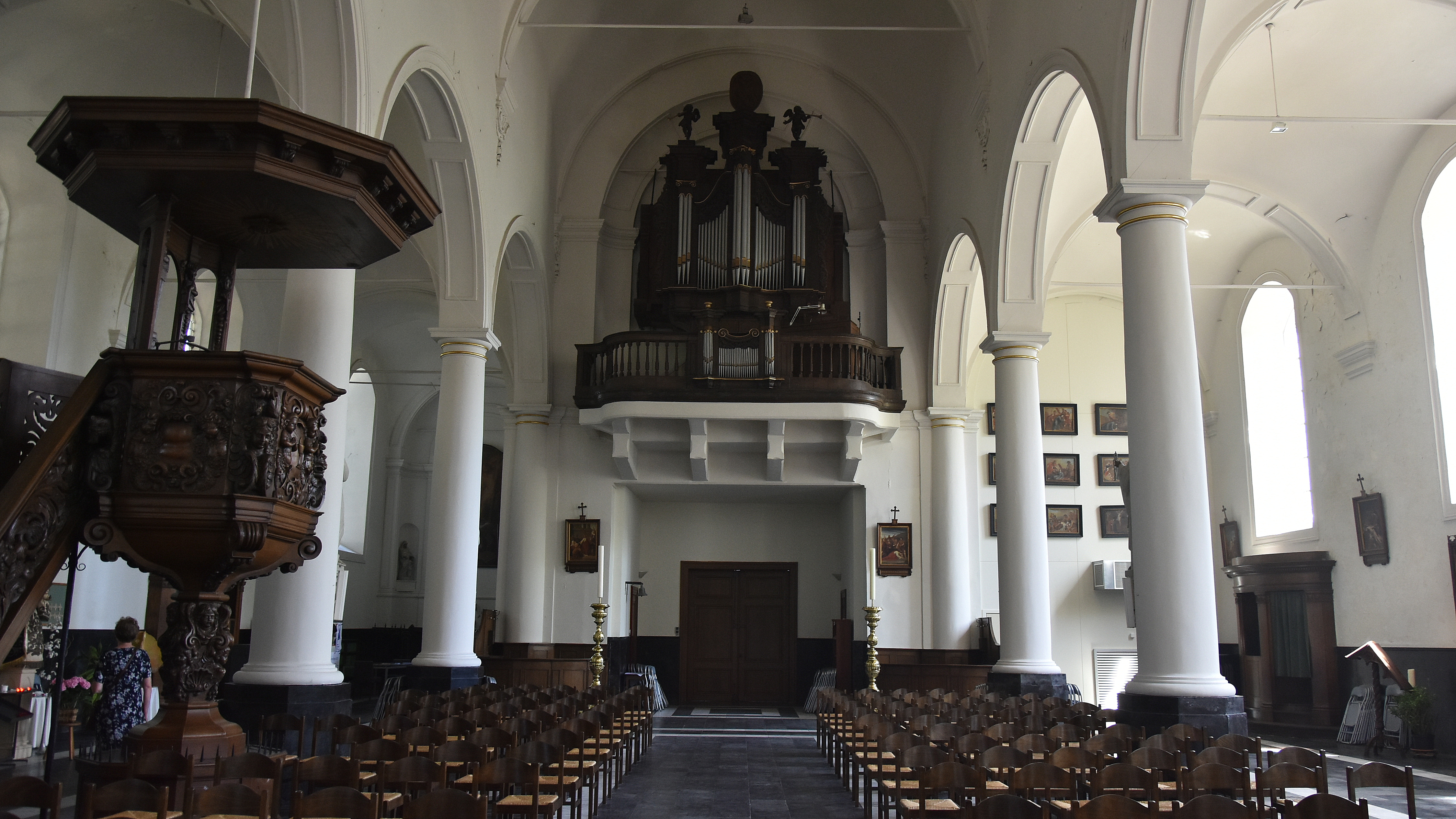
Het interieur
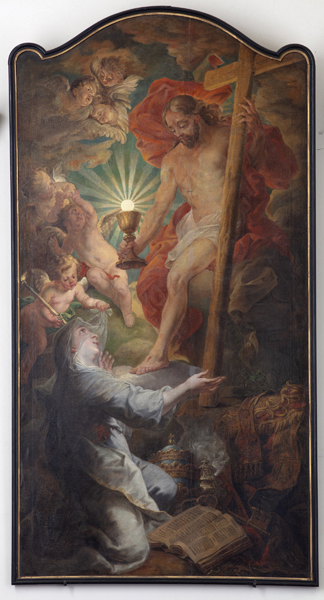
Schilderij Christus en de allegorie van de kerk (gesigneerd J.G., 1771)
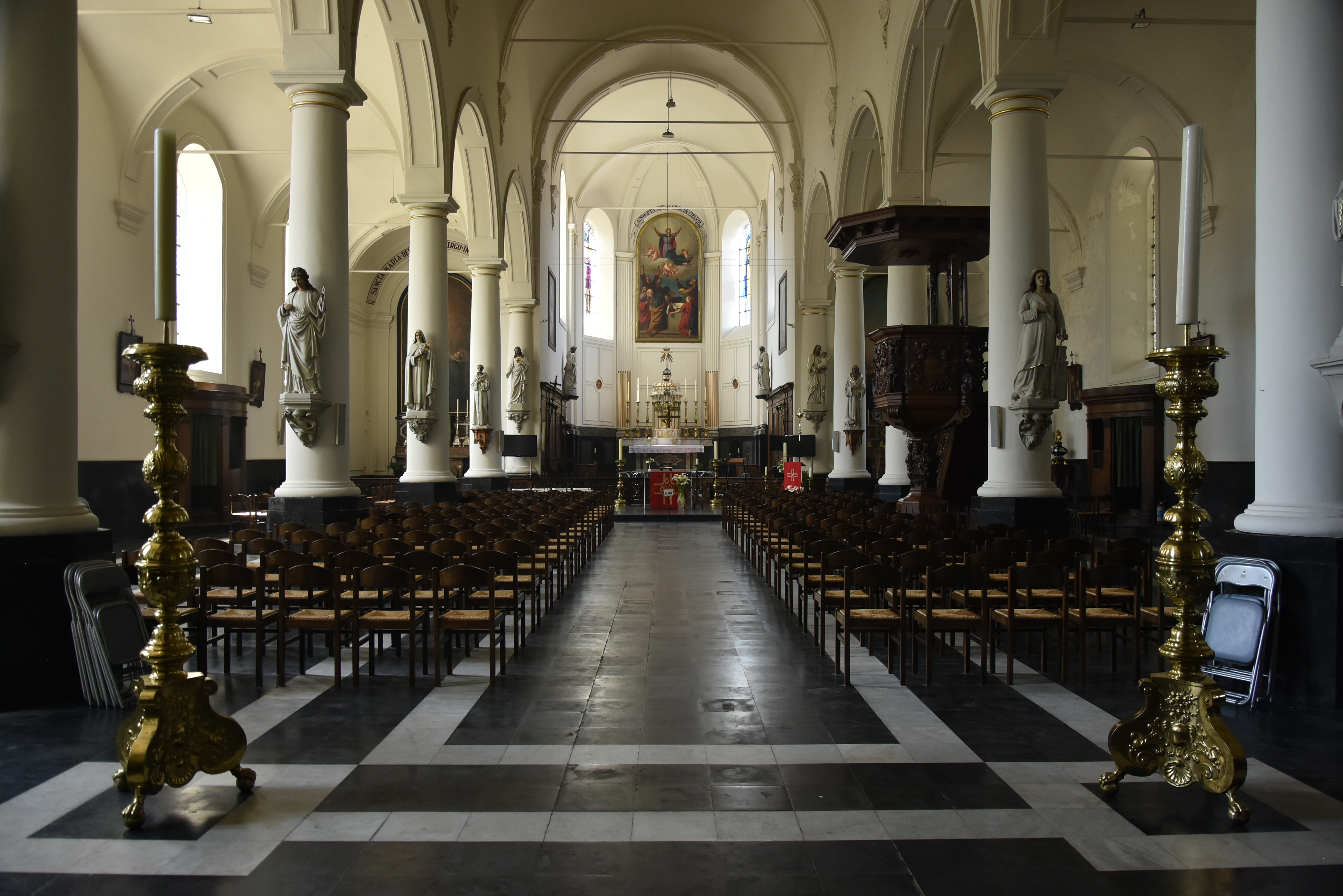
Het schip
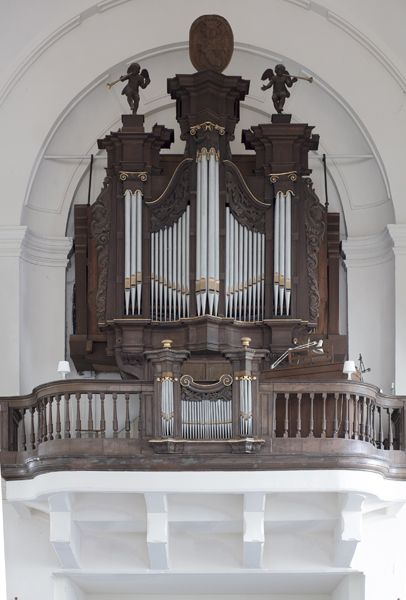
Het orgel